# Miconia glandulosa
Miconia glandulosa là một loài thực vật có hoa trong họ Mua. Loài này được (Sw.) Naudin mô tả khoa học đầu tiên năm 1850.